# جيم بيلي (منافس ألعاب قوى)
جيم بيلي (بالإنجليزية: Jim Bailey) هو منافس ألعاب قوى أسترالي، ولد في 21 يوليو 1929 في سيدني في أستراليا.

## وصلات خارجية
- جيم بيلي على موقع الاتحاد الدولي لألعاب القوى (الإنجليزية)
- جيم بيلي على موقع النتائج التاريخية لألعاب القوى الأسترالية (الإنجليزية)
- جيم بيلي على موقع اللجنة الأولمبية الدولية (الإنجليزية)
- جيم بيلي على موقع أوليمبيديا (الإنجليزية)
- جيم بيلي على موقع اللجنة الأولمبية الأسترالية (الإنجليزية)
- جيم بيلي على موقع اتحاد ألعاب الكومنولث (مؤرشف) (الإنجليزية)